# Doyen de Derby

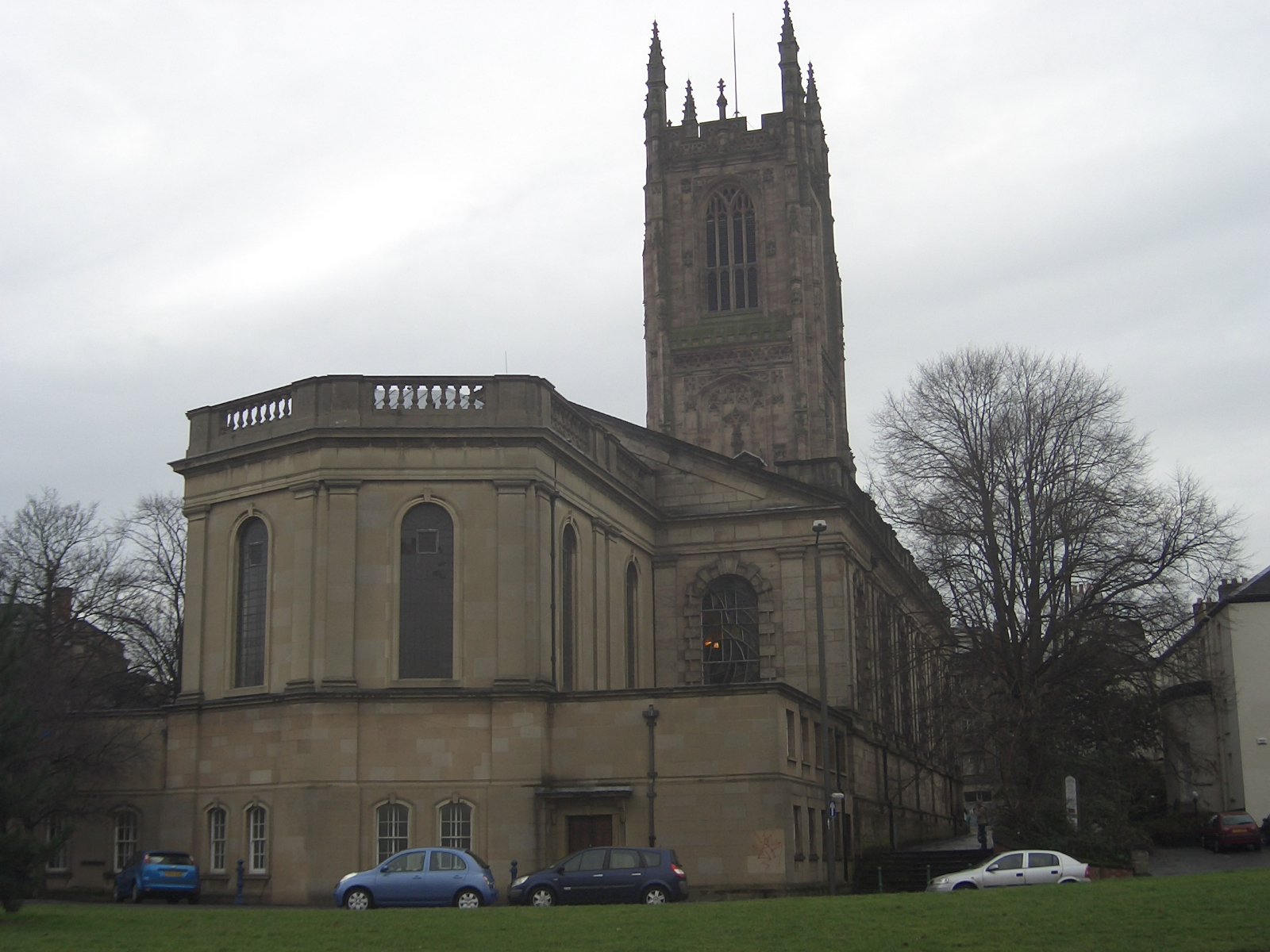
Cathédral de Derby

Le doyen de Derby (Dean of Derby en anglais) est le président primus inter pares du chapitre de chanoines de la cathédrale de Derby. Avant 2000, le poste était désigné comme provost, qui était alors l'équivalent d'un doyen dans la plupart des cathédrales anglaises. La cathédrale est l'église mère du diocèse de Derby et siège de l'évêque de Derby.

## Liste des doyens
| - 1931–1937 Cecil Wilson - 1937–1947 Philip Micklem - 1947–1953 Ronald O'Ferrall - 1953–1981 Ronald Beddoes - 1981–1997 Benjamin Lewers - 21 mars 1998-17 mars 2000 Michael Perham (devenue Doyen) | - 17 mars 2000-2004 Michael Perham (évêque) (précédemment Provost) - 2005-décembre 2007 Martin Kitchen - 13 septembre 2008-31 janvier 2010 Jeff Cuttell, - 9 octobre 2010-20 novembre 2016 John Davies - 2 novembre 2016-30 septembre 2017: Sue Jones, Acting Dean, and Director of Mission and Ministry - 30 septembre 2017-présent: Stephen Hance |